# Equus hemionus kulan
El kulan turcomano  (Equus hemionus kulan), también llamado asno salvaje de Transcaspia, onagro turcomano o simplemente kulan, es una subespecie de asno salvaje euroasiático (Equus hemionus) nativa de Asia Central.

## Descripción

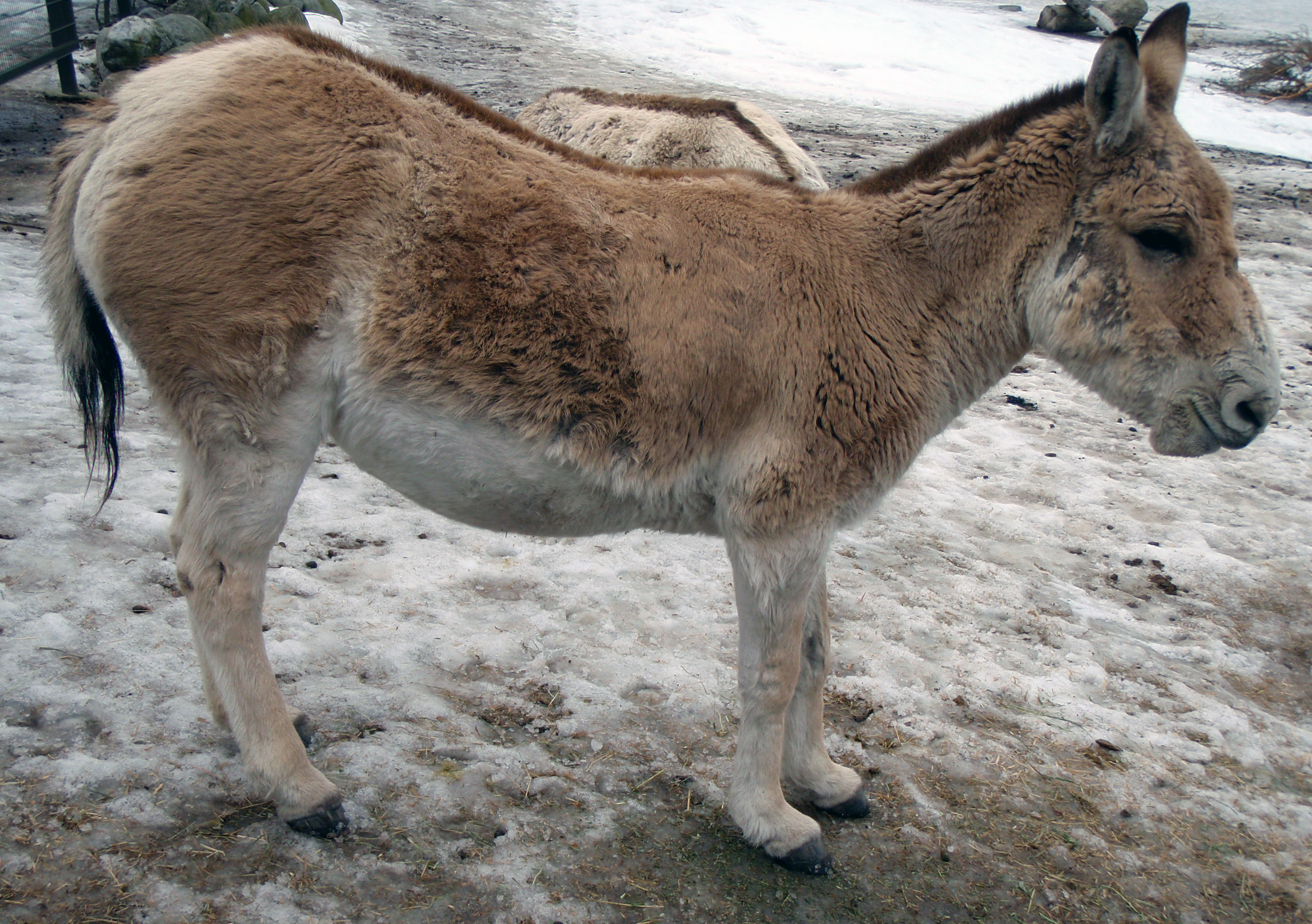
Kulan en el zoo de Korkeasaari

El kulan es una de las subespecies más grandes de los onagros. Mide entre 200 y 250 cm de longitud, entre 100 y 140 cm de altura en los hombros y pesa entre 200 y 240 kg. Los machos son más grandes que las hembras.
Se caracteriza por un pelaje marrón pálido, una franja oscura en la columna vertebral y manchas blancas en los costados, la espalda y el vientre. También tiene una crin negra y un mechón en el extremo de la cola. Durante el verano, el pelaje del kulan es más delgado y marrón, pero en el invierno se convierte en un grueso abrigo marrón grisáceo.

## Amenazas
Al igual que todas las subespecies de onagro, el kulan está amenazado por la caza furtiva, la caza por su carne y pelaje, la pérdida de hábitat y las relaciones con depredadores como los leopardos persas, las hienas rayadas y mayormente con los lobos grises asiáticos. Los depredadores de Asia Central ahora extintos, el tigres del Caspio y los guepardos asiáticos también se aprovecharon de los kulanes. Sin embargo, como otros onagros, tienen protecciones anti-depredadores. Un grupo de sementales pueden cooperar y ahuyentar a los depredadores. El asno salvaje asiático de Asia Central está mayormente amenazado por la caza ilegal.

## Distribución
El kulan turcomano vive en deltas, desiertos, estepas, pastizales áridos y matorrales de Asia central. Solía ser el más extendido de los onagros, desde el extremo norte de Irán y el norte de Afganistán, el óblast de Transcaspia y el oeste de China hasta el sur de Siberia. Solía vivir en el desierto de Saryesik-Atyrau de Kazajistán, sin embargo, se ha extinguido de esa ubicación.
Anteriormente en 2005, la población se estimaba entre 1295 y 1345 en Turkmenistán. No existían otros datos sobre la condición de las poblaciones de Turkmenistán, pero quedaba la esperanza de que pequeños grupos de animales aún residieran en áreas inaccesibles alrededor de Badkhyz y prosperaran en el oeste de Kopet Dag (valle Sumbar-Chandyr) y en la meseta de Ustyurt alrededor del lago Sariqamish. Sin embargo, ciertas poblaciones fragmentadas de asnos salvajes están actualmente en aumento a más de 2000 individuos en la naturaleza. También se estima que más de 6000 kulanes viven en Asia Central. En 2017, había 3900 kulanes en Kazajistán, de los cuales la mayor población reside en el parque Nacional Altyn-Emel.